# Sudovo Hlavno
Sudovo Hlavno je obec v okrese Praha-východ ve Středočeském kraji. Rozkládá se asi deset kilometrů severně od města Brandýs nad Labem-Stará Boleslav. Žije zde 522 obyvatel.

## Historie
První písemná zmínka o vesnici pochází z roku 1386.
Pověst o původu názvu tamějších vesnic vypráví, že vladyka Suda byl jednou přepaden při návratu z lovu. V Konětopech mu prý utopili koně, do Kostelního Hlavna dali jeho kosti a hlava prý odpočívá v Hlavenci a ves, v níž sídlil v malé tvrzi, nese jeho jméno Sudovo Hlavno.
Historikové se přiklánějí k tomu, že ves existovala již v roce 1052, neboť je zmíněna v zakládací listině Boleslavské kapituly. O vzniku názvu Hlavno existuje několik výkladů. Název mohl být odvozen od nedalekého návrší, kterému se říká Kobylí hlava. Jméno Hlaven je označováno také jako dvůr, ležící nedaleko Kobylí hlavy a později bylo přechýleno do středního rodu do podoby Hlavno. Jiný výklad odvozuje název Hlavno od druhu práce, konané v místě. Dříve se zde totiž nacházely rozsáhlé lesy, ve kterých uhlíři pálili uhlí a slovo „hlaveň“ označovalo nedopalek polena, z něhož se v milíři pálilo uhlí.
Pro odlišení od sousedního Kostelního Hlavna dostalo později Hlavno jméno po svém majiteli. V roce 1384 se nazývá Rynšovo (Hlawen Rynssonis), v roce 1456, kdy ves získal vladycký rod Sudů z Kunratic, nabývá pojmenování Sudovo Hlavno, které užívá dodnes.

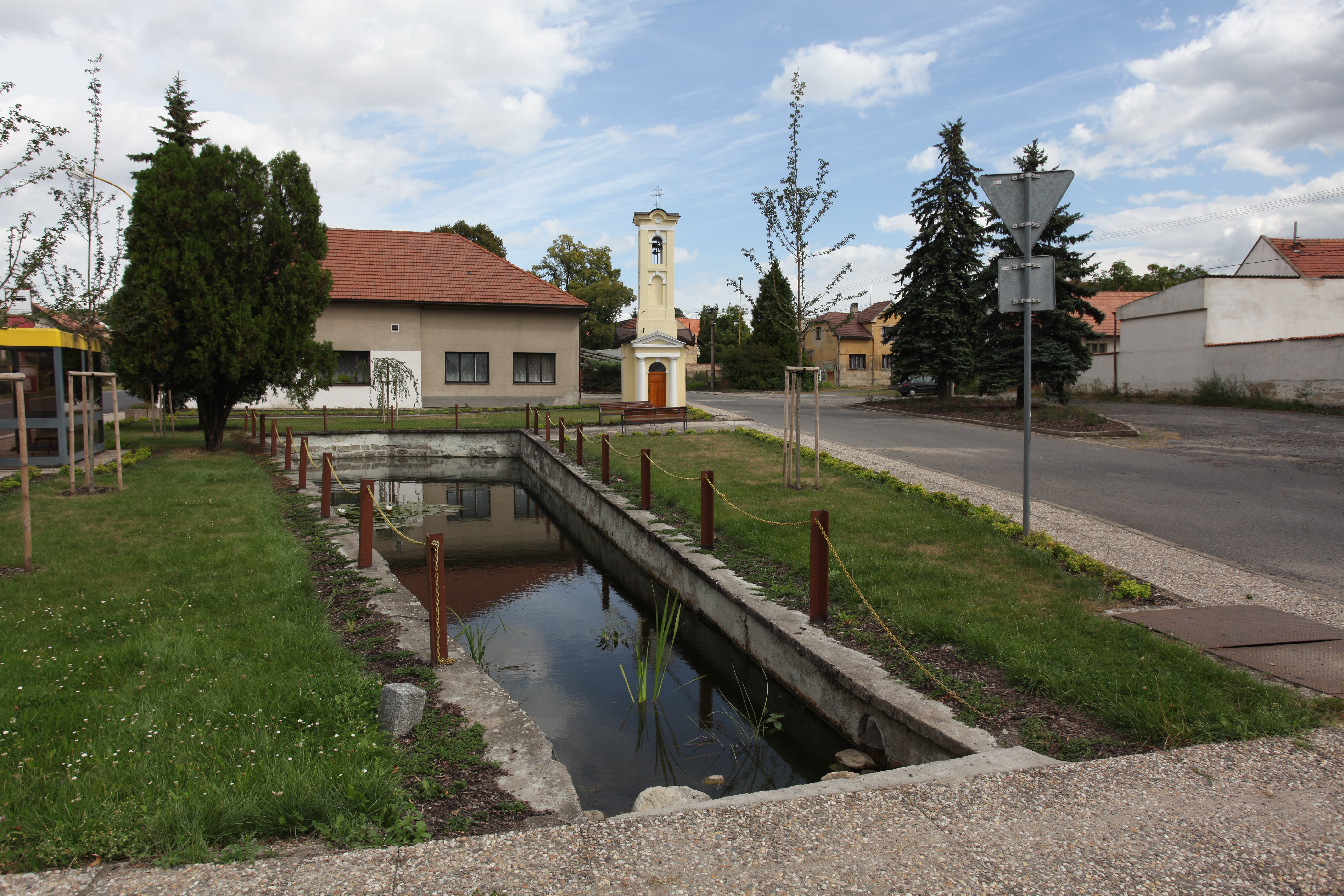
Náves v Sudově Hlavně

## Obyvatelstvo
| Rok            | 1869 | 1880 | 1890 | 1900 | 1910 | 1921 | 1930 | 1950 | 1961 | 1970 | 1980 | 1991 | 2001 | 2011 | 2021 |
| -------------- | ---- | ---- | ---- | ---- | ---- | ---- | ---- | ---- | ---- | ---- | ---- | ---- | ---- | ---- | ---- |
| Počet obyvatel | 559  | 589  | 580  | 530  | 602  | 658  | 568  | 502  | 472  | 447  | 438  | 403  | 418  | 459  | 518  |
| Počet domů     | 66   | 77   | 82   | 95   | 112  | 127  | 141  | 150  | 146  | 139  | 144  | 170  | 176  | 179  | 204  |

## Obecní správa

### Územněsprávní začlenění
Dějiny územněsprávního začleňování zahrnují období od roku 1850 do současnosti. V chronologickém přehledu je uvedena územně administrativní příslušnost obce v roce, kdy ke změně došlo:
- 1850 země česká, kraj Praha, politický okres Karlín, soudní okres Brandýs nad Labem[6]
- 1855 země česká, kraj Praha, soudní okres Brandýs nad Labem[6]
- 1868 země česká, politický okres Karlín, soudní okres Brandýs nad Labem[6]
- 1908 země česká, politický i soudní okres Brandýs nad Labem[7]
- 1939 země česká, Oberlandrat Mělník, politický i soudní okres Brandýs nad Labem[8]
- 1942 země česká, Oberlandrat Praha, politický i soudní okres Brandýs nad Labem[9]
- 1945 země česká, správní i soudní okres Brandýs nad Labem[10]
- 1949 Pražský kraj, okres Brandýs nad Labem[11]
- 1960 Středočeský kraj, okres Mladá Boleslav[12]
- k 1. lednu 1980 Středočeský kraj, okres Mladá Boleslav, obec Kostelní Hlavno[13]
- k 1. červenci 1990 Středočeský kraj, okres Mladá Boleslav[13]
- k 1. lednu 2007 Středočeský kraj, okres Praha-východ[14]

### Obecní symboly
Znak a vlajka byly obci uděleny rozhodnutím předsedkyně Poslanecké sněmovny Parlamentu České republiky dne 9. listopadu 2010.

## Společnost
V obci Sudovo Hlavno (600 obyvatel) byly v roce 1932 evidovány tyto živnosti a obchody: autoprava, holič, strojní družstvo, 2 hostince, kolář, 2 kováři, krejčí, půjčovna mlátiček, obuvník, obchod s ovocem a zeleninou, 8 rolníků, řezník, 3 obchody se smíšeným zbožím, trafika, obchod se zemskými plodinami.

## Doprava
Dopravní síť
- Pozemní komunikace – Obcí prochází silnice III. třídy. Ve vzdálenosti čtyři kilometry lze najet na silnici II/331 Nymburk - Lysá nad Labem - Stará Boleslav - Záboří - (Mělník).

- Železnice – Železniční trať ani stanice na území obce nejsou. Nejbližší železniční stanicí jsou Dřísy ve vzdálenosti čtyři kilometry ležící na trati 072 mezi Lysou nad Labem a Mělníkem.

Veřejná doprava 2011
- Autobusová doprava – V obci měly zastávku autobusové linky jedoucí např. do těchto cílů: Benátky nad Jizerou, Brandýs nad Labem-Stará Boleslav, Kropáčova Vrutice, Mečeříž, Praha (dopravci ČSAD Střední Čechy, a. s. a TRANSCENTRUM bus s. r. o.).

## Pamětihodnosti

### Tvrz
Tvrz v níž vladycký rod Sudů sídlil, postavil Jan z Hlavence nebo některý z jeho dědiců. Byla dřevěná na kamenné podezdívce. Stála směrem západním od středu obce. Zbořena byla již v 16. století. Zbytky základů tvrze se nacházely na zahradě domu č. p. 28

### Zvonička
Hlavnovská zvonička byla postavena na náklady obce v roce 1905. V její zadní části byla umístěna obecní váha na vážení vozů se zemědělskými plodinami. Zvonek na zvoničce ohlašoval nedělní poledne, ale také úmrtí místních občanů. Jeho umíráček doprovázel zemřelé, dokud smuteční průvod nepřešel ves. V době druhé světové války musel být zvonek odevzdán. Jeho kov byl použit na výrobu střeliva do německých zbraní. Nový zvonek prý přinesl z koncentračního tábora místní občan Josef Vindruška. Vězni byli tímto zvonkem svoláváni k práci i k jídlu. Dne 5. května roku 1948 se v Sudově Hlavně konala tryzna za občany, kteří se nevrátili z války domů. Při ní byl farářem Václavem Šmejkalem zvonek posvěcen a umístěn na zvoničku, kde je dodnes. Zvonička je jako hlavní dominanta obce, byla opravena podle dobových fotografií a stala se symbolem Sudova Hlavna. Je zachycena i na turistické známce obce. I v dnešních časech smutný hlas zvonku ohlašuje, že byl na věčnost povolán některý z místních občanů.

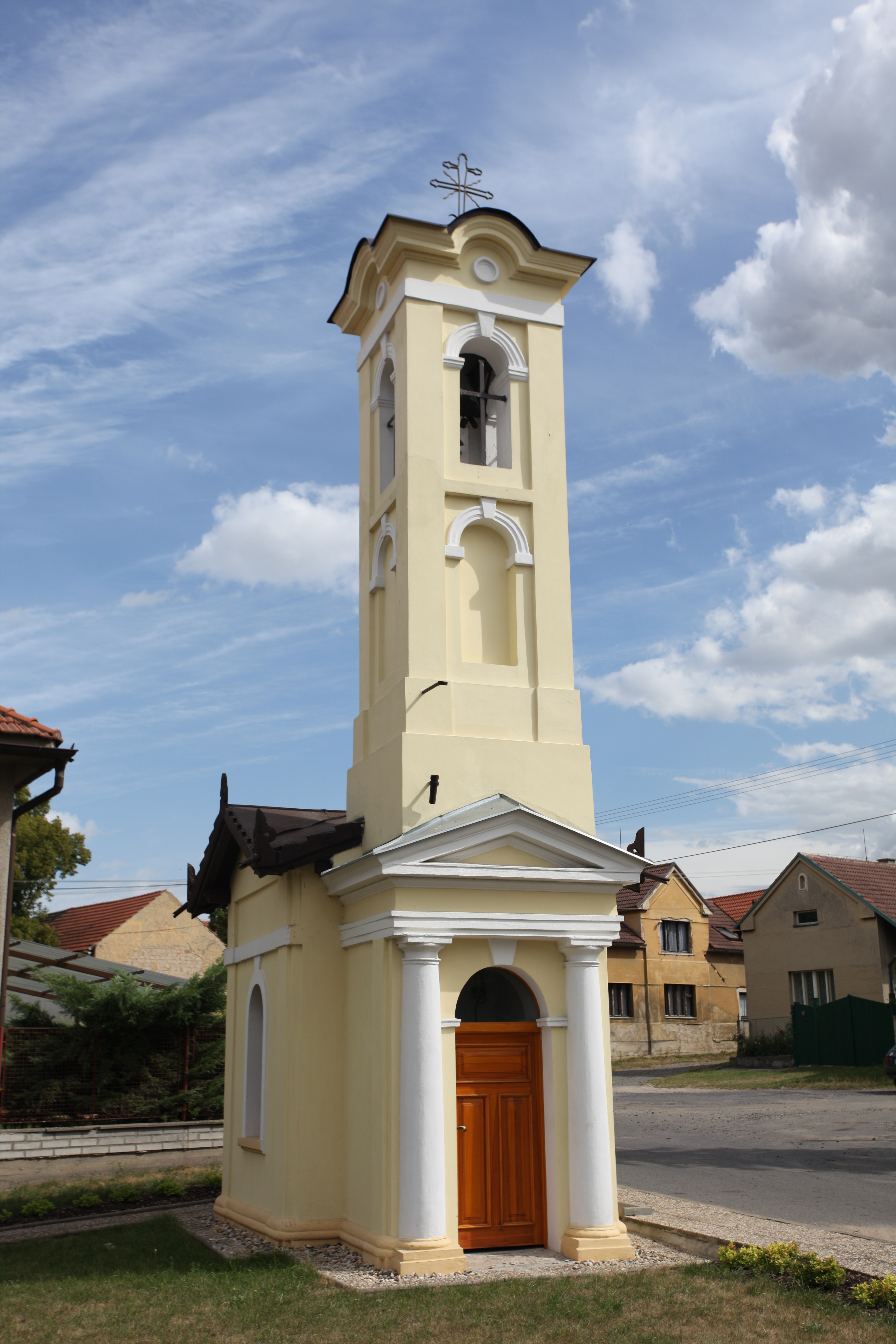
Zvonička v Sudově Hlavně